# Diplazon annulatus
Diplazon annulatus är en stekelart som först beskrevs av Johann Ludwig Christian Gravenhorst 1829.  Diplazon annulatus ingår i släktet Diplazon och familjen brokparasitsteklar. Arten är reproducerande i Sverige. Inga underarter finns listade i Catalogue of Life.